# Tsvetan Sokolov
Tsvetan Nikolaev Sokolov (31 de diciembre de 1989, Dupnitsa, Kyustendil, Bulgaria) es un voleibolista búlgaro. Actualmente en el Zenit Kazan

## Palmarés

### Clubes
- Campeonato de Italia (3) : 2010/2011, 2016/17, 2018/19
- Copa de Italia (3) : 2009/2010, 2011/2012, 2016-17
- Supercopa de Italia (2) : 2011, 2013
- Champions League (2):2009/2010, 2010/2011, 2018/19
- Campeonato Mundial de Clubes (3) : 2009,  2010,  2011
- Copa de Turquía (1) : 2014/15
- Supercopa de Turquía (2): 2014, 2015

### Selección
- Campeonato Europeo 2009